# 山東 (空母)
「山東」（さんとう、中国語: 山东 拼音: Shāndōng）は、中華人民共和国の航空母艦。中国初の国産空母である。艦番号は17。
当初は「遼寧」の準同型艦として001A型と仮称されていたが、2019年12月17日の就役と同時に002型と発表された。なお、NATOおよび防衛省はアドミラル・クズネツォフ級に分類している。

## 設計
本艦は、先行して就役した001型「遼寧」と同じくアドミラル・クズネツォフ級航空母艦をベースとしており、外見上は、艦橋構造物（アイランド）の形状以外には大きな違いはない。
アイランドは「遼寧」よりも長さが10メートルほど短く、幅もスリムになった。これは「遼寧」が高緯度の低温海域での行動を前提にソビエト連邦で設計されたこともあって、艦上機全機を艦内に格納することを前提とした結果、アイランドにも多くの区画が配置されて65メートル長と大型化していたのに対し、中国海軍は中・低緯度での行動を想定していたことから艦上機を露天係止で運用することも可能となり、その分、飛行甲板上での航空機の取り回しを重視して合理化できるようになったためであった。一方で高さは1段増しており、2段になった艦橋は、上段が航海用、下段が司令部用である。
機関は001型と同じく8基のボイラーと4基の蒸気タービンを用いたギアード・タービン方式といわれている。中国メディアによると最大速力は31ノットに向上しているとされる。燃料としては重油を一日約200トン消費するとも試算されている。

## 能力

### 航空運用機能

#### 発着艦設備
固定翼機の離着艦方法は、001型「遼寧」と同じくSTOBAR方式としている。
発艦装置として、飛行甲板前端部にスキージャンプ勾配を備えている。その傾斜角は、001型「遼寧」では14度だったのに対して本艦では12度とされたが、これは同艦に比して滑走レーンが長くなったことに伴う改正とされている。これにより発艦時の速度が増して離陸重量が増大した分だけ、より多くの燃料・弾薬を搭載できるようになった。
着艦装置としてアレスティング・ギアを備えており、当初はアレスティング・ワイヤー3本の構成と言われていたが、のちの写真で4本の構成であると判明した。ワイヤーの配置は12メートル間隔である。
なお本艦のようなSTOBAR方式は、最大発艦重量やソーティ数に制約を受けると指摘されている。大韓民国の『朝鮮日報』は、例えば艦載機の最大発艦重量は「ロナルド・レーガン」の45トンに対して本艦では28トンに留まると報じている。ただし日本の『世界の艦船』では、発艦重量はどのスタート・ポイントを使うかや風の状態によって変化することを指摘し、本艦よりも滑走レーンが短い「遼寧」の場合、無風状態で短距離のスタート・ポイントを使う場合の発艦重量は27トンに留まって空対空ミサイルしか搭載できないのに対し、甲板上で風速10ノットを確保できれば離陸重量は28.5トンに増加する上、甲板上風速15ノットの状態で長距離のスタート・ポイントを使用すれば、燃料95パーセントで6トンの弾薬を搭載できると報じている。
またソーティ数についても、『朝鮮日報』は「ニミッツ」の1日平均出撃回数が120回ほどなのに対して本艦では6分の1に留まると報じているが、『世界の艦船』では、1日60ソーティという目標には届かないものの40ソーティ程度は達成していると報じている。なおJ-15艦上戦闘機16機を発進させるための所要時間は、スキージャンプ発艦では約20分かかるのに対し、電磁式カタパルト3基搭載の「福建」では5分以内に完了するとされている。

#### 格納・補給
飛行甲板下に設けられた格納庫は長さ168×幅30メートル、床面積は5,040平方メートルである。001型「遼寧」と比べると長さは15メートル延長、幅は両側に2メートル拡幅されて、約20パーセントの拡大となった。これにより、J-15艦上戦闘機の収容可能数は6機増加している。
また上記のアイランドの設計変更に伴って飛行甲板面積が約7パーセント増加したことから飛行甲板上の駐機数も増加しており、アイランド前方とエレベータの間に1機、アングルド・デッキ左舷の張り出し部分に1機、艦尾の両舷に各1機を駐機できるようになった。
格納庫と飛行甲板上の駐機分をあわせて、J-15艦上戦闘機の最大搭載可能数は36機といわれている。搭載機の構成としては、24－30機のJ-15艦上戦闘機と最大16機の回転翼機という例が推測されている。

### 個艦防御機能
多機能レーダーのアンテナの装備方式は、001型「遼寧」ではタイコンデロガ級ミサイル巡洋艦と同方式だったのに対し、本艦ではより効率的なアーレイ・バーク級ミサイル駆逐艦と同方式に変更されている。また機種も、346型から改良型の346A型に更新された。
兵装は001型「遼寧」と同じく個艦防御に特化した構成となっており、1130型CIWSとHHQ-10近接防空ミサイル18連装発射機、RBU-6000対潜ロケット発射機を搭載している。

## 比較表
|              |              | 003型（福建）           | 002型（山東）                  | 001型（遼寧）                     |
| ------------ | ------------ | ----------------------- | ------------------------------ | --------------------------------- |
| 船体         | 満載排水量   | 80,000 t                | 67,000 t                       | 59,439 t                          |
| 船体         | 全長         | 316 m                   | 315.5 m                        | 304.5 m                           |
| 船体         | 幅 / 最大幅  | 40 m / 76 m             | 38 m / 75.5 m                  | 37 m / 70 m                       |
| 機関         | 方式         | IFEP                    | ギアード・タービン             | ギアード・タービン                |
| 機関         | 主機         | ボイラー＋蒸気タービン  | ボイラー＋蒸気タービン         | ボイラー＋蒸気タービン            |
| 機関         | 出力         | 220,000 hp              | 200,000 hp                     | 200,000 hp                        |
| 機関         | 速力         | 30 kt                   | 30 kt                          | 30 kt                             |
| 兵装         | 砲熕         | 1130型CIWS×3基          | 1130型CIWS×3基                 | 1130型CIWS×3基                    |
| 兵装         | 砲熕         | ―                       | RBU-6000対潜ロケット発射機×2基 | RBU-6000対潜ロケット発射機×2基    |
| 兵装         | ミサイル     | HHQ-10 18連装発射機×4基 | HHQ-10 18連装発射機×4基        | HHQ-10 18連装発射機×4基           |
| 航空運用機能 | 発着方式     | CATOBAR                 | STOBAR                         | STOBAR                            |
| 航空運用機能 | 発艦装置     | 電磁式カタパルト        | スキージャンプ                 | スキージャンプ                    |
| 航空運用機能 | JBD          | 3基                     | 3基                            | 3基                               |
| 航空運用機能 | 着艦帯       | アングルド・デッキ配置  | アングルド・デッキ配置         | アングルド・デッキ配置            |
| 航空運用機能 | 制動索       | 4索                     | 4索                            | 4索                               |
| 航空運用機能 | エレベーター | 2基                     | 2基                            | 2基                               |
| 航空運用機能 | 搭載機数     | CTOL機40機など          | CTOL機36機など                 | CTOL機24機以上＋ ヘリコプター10機 |
| 同型艦数     | 同型艦数     | 2隻予定                 | 1隻                            | 1隻                               |

|              |                 | フォード級                            | 福建                             | 山東                    | アドミラル・クズネツォフ | クイーン・エリザベス級     |
| ------------ | --------------- | ------------------------------------- | -------------------------------- | ----------------------- | ------------------------ | -------------------------- |
| 船体         | 満載排水量      | 101,600 t                             | 80,000 t                         | 67,000 t                | 59,100 t                 | 67,699 t                   |
| 船体         | 全長            | 337 m                                 | 316 m                            | 315 m                   | 305 m                    | 284 m                      |
| 船体         | 船体幅 / 最大幅 | 41 m / 78 m                           | 40 m / 76 m                      | 38 m / 75.5 m           | 38 m / 72 m              | 39 m / 73 m                |
| 機関         | 方式            | ギアード・タービン                    | IFEP                             | ギアード・タービン      | ギアード・タービン       | IFEP                       |
| 機関         | 主機            | 原子炉＋蒸気タービン                  | ボイラー＋蒸気タービン           | ボイラー＋蒸気タービン  | ボイラー＋蒸気タービン   | ガスタービン発電機＋電動機 |
| 機関         | 出力            | 不明                                  | 220,000 hp                       | 200,000 hp              | 200,000 hp               | 108,000 hp                 |
| 機関         | 速力            | 30 kt以上                             | 30 kt以上                        | 30 kt以上               | 29 kt                    | 26 kt                      |
| 兵装         | 砲熕            | ファランクスCIWS×3基                  | 1130型CIWS×3基                   | 1130型CIWS×3基          | AK-630 CIWS×6基          | ファランクスCIWS×3基       |
| 兵装         | 砲熕            | ファランクスCIWS×3基                  | 1130型CIWS×3基                   | 1130型CIWS×3基          | コールチクCIWS×8基       | 30mm単装機銃×4基           |
| 兵装         | 砲熕            | ファランクスCIWS×3基                  | ―                                | RBU-6000 発射機×2基     | RBU-12000 発射機×2基     | 12.7mm重機関銃×6基         |
| 兵装         | ミサイル        | ESSM 8連装発射機×2基                  | HHQ-10 18連装発射機×4基          | HHQ-10 18連装発射機×4基 | キンジャール VLS×192セル | ―                          |
| 兵装         | ミサイル        | RAM 21連装発射機×2基                  | HHQ-10 18連装発射機×4基          | HHQ-10 18連装発射機×4基 | P-700 VLS×12セル         | ―                          |
| 航空運用機能 | 発着方式        | CATOBAR                               | CATOBAR                          | STOBAR                  | STOBAR                   | STOVL                      |
| 航空運用機能 | 発艦装置        | 電磁式カタパルト×4基                  | 電磁式カタパルト×3基             | スキージャンプ          | スキージャンプ           | スキージャンプ             |
| 航空運用機能 | JBD             | 4基                                   | 3基                              | 3基                     | 3基                      | ―                          |
| 航空運用機能 | 着艦帯          | アングルド・デッキ配置                | アングルド・デッキ配置           | アングルド・デッキ配置  | アングルド・デッキ配置   | アキシャル・デッキ配置     |
| 航空運用機能 | 制動索          | 3索                                   | 4索                              | 4索                     | 4索                      | ―                          |
| 航空運用機能 | エレベーター    | 3基                                   | 2基                              | 2基                     | 2基                      | 2基                        |
| 航空運用機能 | 搭載機数        | 常時70機前後                          | 常用50機 / 最大80機              | 50機                    | 50機前後                 | 常時40機 / 最大48機        |
| 同型艦数     | 同型艦数        | 1隻/10隻予定 （1隻艤装中、1隻建造中） | 2隻予定 （1隻艤装中、1隻計画中） | 1隻                     | 1隻 (準同型1隻)          | 2隻                        |

## 艦歴

### 建造
新華社によると、本艦は2013年11月に起工され、進水前に主機、発電機などの主要システムの据付を終えたとしている。
中国中央電視台13チャンネルの2017年4月26日正午のニュースによれば、002型1番艦は同日午前に船体工事が進められていた大型ドックを離れ、進水式が執り行われたと報じた。放送では就役は2020年代初頭になるとされた。
2017年2月、空母名称が「山東」になると台湾の聯合報が報じ、2018年に就役すると予測した。ポピュラーサイエンス電子版も、中国メディアの間で一番艦の艦名は「山東」になるだろうと推測していたが、なおも公式発表は無いままだった。
2018年5月13日、中国遼寧省大連市を出航し、初の試験航海を行った。また、同月18日、試験航海を終え遼寧省大連へ帰港したと伝えられた。今回の試験航海について中国メディアは「多くの装備の試験を実施し、所期の目的を達成した」と説明している。
2018年8月27日、二度目となる試験航海を実施した。また、同年9月1日に試験航海を終え、造船所に帰港したと伝えられた。

「山東 (空母)」

2019年10月に8回目の試験航海を終え、 11月15日に9回目の試験航海に出航。そのまま大連には戻らず、17日に台湾海峡を通過して南シナ海へ向かった。この時、6隻前後の艦が護衛しており、甲板には7機のJ-15が確認されている。19日には三亜市に到着した。
2019年12月17日、海南島の三亜にて引渡しセレモニーが行われ、習近平党総書記兼中軍委主席が出席した。山東省の威海衛で北洋艦隊が創設された1888年12月17日から131周年記念として挙行されたとされる。

### 就役後
12月18日、CCTV軍事報道にて、機体ナンバーが2桁のJ-15が山東より発着艦する様子が公開されている
2020年5月には、準同型艦「遼寧」と中国近海で共同訓練を行った。9月1日、渤海で空母艦載機の発着艦訓練などを行うため大連を出港。10月には同型空母「遼寧」と洋上合同演習を実施することが発表された。
2020年12月20日には、護衛艦4隻と共に台湾海峡を南下し、海南島にある母港に戻った。
2021年5月2日、軍は山東を含む艦艇が南シナ海で演習を実施したと明らかにした。
長らく三亜軍港を拠点に南シナ海で活動していたが、2022年03月に台湾海峡を通過。大連に寄港し、メンテナンスを受けている。
2022年9月6日、中華人民共和国国防部は山東が初秋に南シナ海で実戦化訓練を実施したと発表した。
2023年1月14日、中国海軍は山東が今冬に南シナ海で夜間離着艦を含む実戦的な対抗演習を実施したと発表した。

2023年4月5日、台湾国防部は「山東」を中心とした艦隊がバシー海峡を抜けた後、台湾の南東海域を航行したと発表した。同日午後6時頃、海上自衛隊は、沖縄県波照間島の南約300kmの海域を東に航行する中国海軍クズネツォフ級空母「山東」とジャンカイⅡ級フリゲート及びフユ級高速戦闘支援艦各1隻の計3隻を航行を確認したと翌6日に防衛省統合幕僚監部が発表した。「山東」による太平洋上の航行を確認したのは、今回が初めてである。海上自衛隊は、第13護衛隊所属護衛艦「さわぎり」により、警戒監視・情報収集を行った。
同年9月13日、ジャンカイⅡ級フリゲート2隻、ルーヤンⅢ級ミサイル駆逐艦2隻及びフユ級高速戦闘支援艦1隻を伴い、宮古島の南約650kmの海域を航行していることを確認、翌14日にかけて太平洋上の海域を航行していることを確認した。その間、「山東」の艦載戦闘機による約40回及び艦載ヘリによるもの約20回、計約60回の発着艦を確認した。その後、14日から15日にかけて、「山東」を含む複数の中国海軍艦艇が、南シナ海へ向けて航行したことを確認した。防衛省・自衛隊は、海上自衛隊第5護衛隊所属「ありあけ」により、警戒監視・情報収集を行った。
同年10月28日から11月5日にかけて「山東」を含む複数の中国海軍艦艇が、太平洋上の海域において航行していることを確認した。この間、「山東」の艦載戦闘機によるもの約420回及び艦載ヘリによるもの約150回、計約570回の発着艦を確認した。
その後、11月6日に、「山東」を含む複数の中国海軍艦艇が、南シナ海へ向けて航行したことを確認した。防衛省・自衛隊は、海上自衛隊第4護衛隊所属「さざなみ」、「さみだれ」及び第12護衛隊所属「うみぎり」により、警戒監視・情報収集を行った。また、艦載戦闘機の発着艦に対し、航空自衛隊の戦闘機を緊急発進させる等を行い対応した。

## 後継艦
2017年4月27日、『ポピュラーサイエンス』は、既に本艦に続く003型（旧呼称：002型）航空母艦の船体ブロック建造が進められていると報じ、これはCATOBAR方式を採用した空母であろうと推測した。更にその後継の004型（旧呼称：003型）航空母艦は原子力推進方式を採用するだろうと推測するとともに、建造中の本艦を含めないとすれば、中国海軍は最終的にさらに5隻を必要とするであろうとアメリカ海軍将校が述べたと報じた。
2018年8月には、中国3隻目の空母は電磁式カタパルト装備の空母になるのではないかとアメリカ国防総省の年次報告書で述べられた。これによると、「中国は2018年に最初のカタパルト装備の空母の建造をはじめたと見られる。この空母はさらに多くの戦闘機、固定翼の早期警戒機を運用でき、より迅速な航空任務を行うことができる」と記載されている。
2022年6月には、電磁式カタパルトを装備してCATOBAR方式に対応した通常動力空母である003型「福建」が進水した。原子力空母とした4・5隻目の計画は、中国経済の停滞と予算の抑制から2020年時点で凍結されたともいわれたが、2023年には、003型2番艦の建造準備が進められているとも報じられている。

## 登場作品
『空母いぶき』
本艦をモデルとした架空の中国人民解放軍海軍空母「広東」とその2番艦「天津」が登場。「広東」は北海艦隊に、「天津」は東海艦隊にそれぞれ配備されており、史実では艦載機型が開発されていないJ-20艦上戦闘機を60機搭載している。
「広東」は作中序盤より人民解放軍が展開した尖閣諸島・先島諸島侵攻計画「曙光工程」に参加し、北海艦隊空母機動部隊を率いて尖閣諸島周辺に向かい、架空の航空機搭載護衛艦「いぶき」を中核とする海上自衛隊第5護衛隊群と海空戦を繰り広げる。しかし、最終場面にて「いぶき」艦載機である架空機F-35JB戦闘機の機銃掃射によって飛行甲板が大破し、航空母艦としての能力を喪失。残存艦艇とともに撤退した。「天津」は待機中となっており、曙光工程には参加しなかった。
『Modern Warships』
プレイヤーが操作できる艦艇として「Type 001 Shadong」の名称で登場。武装の変更ができる艦艇としては最多の対空兵装を搭載することができる。
『最終戦艦withラブリーガールズ』
「リンリン」の名称で本艦を擬人化したキャラクターが登場。